# Benjamin Kessel
Benjamin Kessel (Bad Kreuznach, 1º ottobre 1987) è un ex calciatore tedesco, di ruolo difensore.

## Carriera
Con l'Eintracht Braunschweig ha ottenuto la promozione dalla terza alla prima serie, esordendo in Bundesliga nella stagione 2013-2014.

## Palmarès

### Club

#### Competizioni nazionali
- 3. Liga: 1

Eintracht Braunschweig: 2010-2011